# Hospital de Carahue
El Hospital de Carahue, es un hospital de la Provincia de Cautín en la Región de La Araucanía, parte de la red hospitalaria del Servicio de Salud Araucanía Sur, atiende a la comuna de Carahue y su área de influencia comprende a cerca de 26 000 personas. Actualmente se encuentra en proceso de normalización y se espera que entre en funcionamiento en 2017.

## Historia
El hospital de la comuna de Carahue tiene sus orígenes en los años 30 con la fundación de la casa de socorro gracias a la iniciativa y trabajo de una organización social llamada “Sociedad de Damas de Beneficencia”.
En el año 1952 esta Casa de Socorro pasó a ser dependiente del entonces Servicio Nacional de Salud con la actual denominación "Hospital de Carahue". Este establecimiento está ubicado a 50 km de la ciudad de Temuco y atiende aproximadamente a 26 000 habitantes beneficiarios.